# Tipula (Hesperotipula) sanctaeluciae
Tipula (Hesperotipula) sanctaeluciae is een tweevleugelige uit de familie langpootmuggen (Tipulidae). De soort komt voor in het Nearctisch gebied.